# 908-as busz (Budapest)
A budapesti 908-as jelzésű éjszakai autóbusz a Móricz Zsigmond körtér és Rákoscsaba-Újtelep, Tóalmás utca között közlekedik. A teljes vonalon Rákoscsaba felé egy, Újbuda felé két indulás megy végig, a többi rövidített útvonalon jár. A viszonylatot az ArrivaBus Kft. és a Budapesti Közlekedési Zrt. üzemelteti.

## Története
A 908-as jelzésű vonal 2005. szeptember 1-jén jött létre a 45É, a 78É és a 153É összevonásával. Az Astoriánál 10 másik éjszakai autóbuszvonallal kapcsolódik.
2007. január 12-étől első járata a Gazdagréti lakótelepről Cinkota felé induló csonkamenet. A kimaradt szakaszt a 153-as (2008. augusztus 21-étől 153-as) szolgálja ki.
A 2008-as hálózatátszervezés a 908-as vonalat nem érintette.
2012 márciusában útvonala hosszabbodott: pár megálló többletet kapott a keleti végpontjától meghosszabbították a Cinkotai autóbuszgarázsig, illetve Cinkotán az ilonatelepi kör néven hírhedtté vált kört fordítva teszi meg.
2024. február 5-étől a rákosmenti buszhálózat átalakítása miatt útvonala részlegesen Rákoscsaba-Újtelep, Tóalmás utca végállomásig hosszabbodott, mellette korábbi útvonalán (és Rákoskeresztúrig hosszabbítva) 908A jelzéssel betétjárat indult.

## Útvonala
| Rákoscsaba-Újtelep, Tóalmás utca felé | Móricz Zsigmond körtér felé |
| --- | --- |
| Móricz Zsigmond körtér M vá. – Villányi út – Fadrusz utca – Bartók Béla út – Hamzsabégi út – Ajnácskő utca – Budaörsi út – Gazdagréti út – Rétköz utca – Gazdagréti út – Törökbálinti út – Márton Áron tér – Érdi út – Németvölgyi út – Hegyalja út – Döbrentei tér – Erzsébet híd – Szabad sajtó út – Ferenciek tere – Kossuth Lajos utca – Rákóczi út – Baross tér – Kerepesi út – Fogarasi út – Nagy Lajos király útja – Örs vezér tere – Kerepesi út – Veres Péter út – Bökényföldi út – Újszász utca – Somkút utca – Vidám vásár utca – Szabad föld út – Gazdaság út – Georgina utca – Vidám vásár utca – Simongát utca – Cinkotai út – Pesti út – Ferihegyi út – Ananász utca – Naplás út – Szent Imre herceg út – Tarcsai út – Rákoscsaba-Újtelep, Tóalmás utca vá. | Rákoscsaba-Újtelep, Tóalmás utca vá. – Tarcsai út – Szent Imre herceg út – Naplás út – Ananász utca – Ferihegyi út – Pesti út – Cinkotai út – Simongát utca – Vidám vásár utca – Batthyány Ilona utca – Gazdaság út – Szabad föld út – Ostoros út – Cinkota, HÉV állomás (buszforduló) – Ostoros út – Vidám vásár utca – Somkút utca – Újszász utca – Bökényföldi út – Veres Péter út – Kerepesi út – Örs vezér tere – Nagy Lajos király útja – Fogarasi út – Kerepesi út – Baross tér – Rákóczi út – Kossuth Lajos utca – Ferenciek tere – Szabad sajtó út – Erzsébet híd – Döbrentei tér – Hegyalja út – Németvölgyi út – Érdi út – Márton Áron tér – Törökbálinti út – Gazdagréti út – Rétköz utca – Gazdagréti út – Lapu utca – autópálya – Budaörsi út – Ajnácskő utca – Hamzsabégi út – Bartók Béla út – Móricz Zsigmond körtér – Villányi út – Móricz Zsigmond körtér M vá. |

## Megállóhelyei
Az átszállási kapcsolatok között a Móricz Zsigmond körtér és Rákoskeresztúr, városközpont között közlekedő 908A busz nincs feltüntetve.
| 0 | 0                                                           | Móricz Zsigmond körtér M végállomás | 98 | 15 | 6 907, 918, 940, 941, 960, 972, 972B, 973, 973A |
| ∫ | ∫                                                           | Móricz Zsigmond körtér M            | 97 | 14 | 6 907, 918, 940, 941, 960, 972, 972B, 973, 973A |
| 1 | 1                                                           | Kosztolányi Dezső tér               | 95 | 12 | 907, 918, 940, 941, 972, 972B                   |
| ∫ | ∫                                                           | Karolina út                         | 93 | 10 | 907, 918, 940, 941, 972, 972B                   |
| 3 | 3                                                           | Kelenföldi autóbuszgarázs           | 92 | 9  | 940, 941, 972, 972B                             |
| 4 | 4                                                           | Ajnácskő utca                       | 91 | 8  | 940, 941, 972, 972B                             |
| 5 | 5                                                           | Dayka Gábor utca                    | 90 | 7  | 940, 941, 972, 972B                             |
| 6 | 6                                                           | Sasadi út                           | 89 | 6  | 940, 941, 972, 972B                             |
| 7 | 7                                                           | Nagyszeben út                       | ∫ | ∫  | 940, 972, 972B                                  |
| ∫ | ∫                                                           | Jégvirág utca                       | 88 | 5  | 940, 972                                        |
| 8 | 8                                                           | Gazdagréti út                       | 87 | 4  | 940, 972, 972B                                  |
| 9 | 9                                                           | Nagyszeben tér                      | 86 | 3  |                                                 |
| 9 | 9                                                           | Regős köz                           | 86 | 3  |                                                 |
| 10 | 10                                                          | Frankhegy utca                      | 85 | 2  |                                                 |
| 10 | 10                                                          | Kaptárkő utca                       | 85 | 2  |                                                 |
| 11 | 11                                                          | Telekes utca                        | 84 | 1  |                                                 |
| Csak a Móricz Zsigmond körtérre 0:04-kor, illetve a Móricz Zsigmond körtérről 4:08-kor és 4:28-kor induló járat érinti. |                                                             |                                     | |    |                                                 |
| ∫ | 12                                                          | Gazdagréti tér vonalközi végállomás | ∫ | 0  |                                                 |
| | 12                                                          | Szent Pio atya tér                  | 83 |    |                                                 |
| 12 | Irhás árok                                                  | 82                                  | |    |                                                 |
| 13 | Oltvány köz                                                 | 82                                  | |    |                                                 |
| 14 | Eper utca                                                   | 81                                  | |    |                                                 |
| 15 | Márton Áron tér                                             | 80                                  | |    |                                                 |
| 15 | Süveg utca                                                  | 79                                  | |    |                                                 |
| 16 | Farkasréti temető                                           | 78                                  | |    |                                                 |
| 16 | Hegytető utca                                               | 77                                  | |    |                                                 |
| 17 | Korompai utca                                               | 76                                  | |    |                                                 |
| 17 | Sion lépcső                                                 | 75                                  | |    |                                                 |
| 18 | Breznó lépcső                                               | 75                                  | |    |                                                 |
| 19 | Zólyomi út                                                  | 74                                  | |    |                                                 |
| 20 | BAH-csomópont                                               | 74                                  | 960 |    |                                                 |
| 26 | BAH-csomópont                                               | ∫                                   | 960 |    |                                                 |
| 27 | Mészáros utca                                               | 70                                  | |    |                                                 |
| 28 | Sánc utca                                                   | 68                                  | |    |                                                 |
| 29 | Döbrentei tér                                               | 66                                  | 907, 956, 973, 973A |    |                                                 |
| 30 | Március 15. tér                                             | 65                                  | 907, 956, 973, 973A |    |                                                 |
| 31 | Ferenciek tere M                                            | 65                                  | 907, 956, 973, 973A |    |                                                 |
| 34 | Astoria M                                                   | 64                                  | 100E 907, 907A, 909, 909A, 914, 914A, 916, 931, 931A, 934 (hétvége hajnalban), 950, 950A, 956, 973, 973A, 979, 979A, 990 |    |                                                 |
| 34 | Uránia                                                      | 61                                  | 907, 907A, 916, 931, 931A, 956, 973, 973A, 990                                                                           |    |                                                 |
| 36 | Blaha Lujza tér M                                           | 59                                  | 6 907, 907A, 923, 931, 931A, 956, 973, 973A, 990                                                                         |    |                                                 |
| 38 | Huszár utca                                                 | 57                                  | 907, 907A, 931, 931A, 956, 973, 973A, 990                                                                                |    |                                                 |
| 39 | Keleti pályaudvar M                                         | 55                                  | 907, 907A, 931, 931A, 956, 973, 973A, 990 S60 S80 (hétköznap 23:55 és 0:55 között, hétvégén 23:55 és 1:50 között)        |    |                                                 |
| 40 | Arena Mall bevásárlóközpont                                 | 54                                  | 931, 931A, 956, 990 |    |                                                 |
| 40 | Gumigyár                                                    | 54                                  | 931, 931A, 956, 990 |    |                                                 |
| 43 | Puskás Ferenc Stadion M                                     | 52                                  | 901, 918, 931, 931A, 956, 990                                                                                            |    |                                                 |
| ∫ | Őrnagy utca                                                 | 50                                  | 931, 956, 990 |    |                                                 |
| 44 | Várna utca                                                  | 49                                  | 931, 931A, 956, 990 |    |                                                 |
| 45 | Pillangó utca                                               | 48                                  | 931, 931A, 956, 990 |    |                                                 |
| 46 | Róna utca                                                   | 47                                  | 931, 931A, 956, 990 |    |                                                 |
| 46 | Kaffka Margit utca                                          | 47                                  | 931, 931A, 956, 990 |    |                                                 |
| 47 | Pongrátz Gergely tér                                        | 46                                  | 907, 931, 931A, 956, 990                                                                                                 |    |                                                 |
| 49 | Bánki Donát utca (↓) Tihamér utca (↑)                       | 45                                  | 931, 931A, 956, 990 |    |                                                 |
| 52 | Örs vezér tere M+H (Kerepesi út) (↓) Örs vezér tere M+H (↑) | 45                                  | 907, 931, 956, 990 419 (hétvége hajnalban)                                                                               |    |                                                 |
| 52 | Gyakorló köz (↓) Sarkantyú utca (↑)                         | 43                                  | 931 |    |                                                 |
| 53 | Gépmadár park                                               | 43                                  | 931 |    |                                                 |
| 54 | Rákosfalva H                                                | 42                                  | 931 |    |                                                 |
| 56 | Egyenes utcai lakótelep                                     | 41                                  | 931 |    |                                                 |
| 57 | Nagyicce H                                                  | 40                                  | 931 |    |                                                 |
| 57 | Lándzsa utca (↓) Thököly út (↑)                             | 39                                  | 931 |    |                                                 |
| 59 | Sashalom H                                                  | 38                                  | |    |                                                 |
| 60 | Fuvallat utca                                               | 37                                  | |    |                                                 |
| 61 | Jókai Mór utca (Rendőrség)                                  | 36                                  | |    |                                                 |
| 61 | Mátyásföld, repülőtér H                                     | 36                                  | |    |                                                 |
| 63 | Mátyásföld, Imre utca H                                     | 35                                  | 996, 996A |    |                                                 |
| 63 | Bökényföldi út (↓) Veres Péter út (↑)                       | 34                                  | 996, 996A |    |                                                 |
| 64 | Hunyadvár utca                                              | 33                                  | 996, 996A |    |                                                 |
| 65 | Újszász utca (↓) Bökényföldi út (↑)                         | 32                                  | 996, 996A |    |                                                 |
| 66 | Papír utca                                                  | 31                                  | |    |                                                 |
| 66 | Farkashalom utca                                            | 30                                  | |    |                                                 |
| 67 | Anilin utca                                                 | 30                                  | |    |                                                 |
| 68 | Cinke utca                                                  | 29                                  | |    |                                                 |
| 70 | Cinkota H                                                   | 28                                  | 992 |    |                                                 |
| ∫ | Műkő utca                                                   | 27                                  | |    |                                                 |
| 71 | Ilonatelep H                                                | 26                                  | 992 |    |                                                 |
| 71 | Ilonatelep H (Georgina utca)                                | ∫                                   | 992 |    |                                                 |
| 72 | Cinkota, Lassú utca                                         | ∫                                   | |    |                                                 |
| 73 | Georgina utca                                               | ∫                                   | 992 |    |                                                 |
| ∫ | Rózsalevél utca                                             | 25                                  | |    |                                                 |
| ∫ | Batthyány Ilona utca                                        | 24                                  | |    |                                                 |
| 74 | Nagytarcsai út                                              | 23                                  | 992 |    |                                                 |
| 76 | Erdei bekötőút                                              | 21                                  | 992 |    |                                                 |
| 78 | Cinkotai autóbuszgarázs                                     | 20                                  | 968, 992, 996, 996A, 998                                                                                                 |    |                                                 |
| 78 | Vidor utca                                                  | 18                                  | 968, 998 |    |                                                 |
| 79 | Gyöngytyúk utca                                             | 17                                  | 968, 998 |    |                                                 |
| 80 | Rétsár utca                                                 | 17                                  | 968 |    |                                                 |
| 82 | Bakancsos utca                                              | 15                                  | 956, 990 |    |                                                 |
| 83 | Szent kereszt tér                                           | 14                                  | 956, 990 |    |                                                 |
| 88 | Rákoskeresztúr, városközpont                                | 14                                  | 956, 980, 990, 998 |    |                                                 |
| 88 | Rákoskeresztúr, városközpont                                | 8                                   | 998 |    |                                                 |
| 88 | Rákosliget vasútállomás                                     | 7                                   | 998 S80 (éjfél és 1:13 között)                                                                                           |    |                                                 |
| 89 | IV. utca                                                    | ∫                                   | 998 |    |                                                 |
| 89 | Hősök tere                                                  | 6                                   | 998 |    |                                                 |
| 90 | XVIII. utca                                                 | 6                                   | 998 |    |                                                 |
| 91 | Ananász utca / Ároktő út                                    | 5                                   | 998 |    |                                                 |
| 91 | Bártfai utca / Ananász utca                                 | 5                                   | 998 |    |                                                 |
| 92 | Almásháza utca                                              | 4                                   | 998 |    |                                                 |
| ∫ | Jászágó utca                                                | 4                                   | 998 |    |                                                 |
| 93 | Jászivány utca                                              | 3                                   | 998 |    |                                                 |
| 93 | Aranykút utca                                               | 3                                   | |    |                                                 |
| 94 | Rákoscsaba vasútállomás                                     | 2                                   | S80 (éjfél és 1:17 között)                                                                                               |    |                                                 |
| 95 | Gőzös utca                                                  | 1                                   | |    |                                                 |
| 96 | Kis Károshíd utca                                           | 0                                   | |    |                                                 |
| 97 | Rákoscsaba-Újtelep, Tóalmás utca végállomás                 | 0                                   | |    |                                                 |

Csonkamenetek a viszonylaton
- Astoria metróállomás ► Rákoscsaba-Újtelep, Tóalmás utca (2 indulás)
- Cinkotai autóbuszgarázs ► Móricz Zsigmond körtér metróállomás (1 indulás)
- Cinkotai autóbuszgarázs ◄► Rákoscsaba-Újtelep, Tóalmás utca (1+1 indulás)
- Móricz Zsigmond körtér metróállomás ◄► Gazdagréti tér (2+1 indulás)
- Rákoscsaba-Újtelep, Tóalmás utca ► Dayka Gábor utca (1 indulás)